# Liste der Baudenkmale in Kuhlen-Wendorf
In der Liste der Baudenkmale in Kuhlen-Wendorf sind alle Baudenkmale der Gemeinde Kuhlen-Wendorf (Landkreis Ludwigslust-Parchim) und ihrer Ortsteile aufgelistet (Stand: Januar 2021).

## Gustävel
| ID | Lage                       | Bezeichnung           | Beschreibung | Bild              |
| -- | -------------------------- | --------------------- | ------------ | ----------------- |
|    | Am Speicher 17 (Karte)     | Wasserturm, ehem.     |              | Wasserturm, ehem. |
|    | Am Speicher 19 (Karte)     | Gutshaus              |              |                   |
|    | Am Speicher 21 (Karte)     | Brennerei, ehem.      |              |                   |
|    | Am Speicher                | Marstall              |              |                   |
|    | Am Speicher                | Kuhstall und Speicher |              |                   |
|    | Zum Weinberg 20-22 (Karte) | Wohnhaus              |              |                   |
|    | Hauptstraße 11             | Wohnhaus              |              |                   |
|    | L 09, Crivitzer Straße     | Meilenstein           |              |                   |

## Holzendorf
| ID | Lage            | Bezeichnung                        | Beschreibung | Bild                               |
| -- | --------------- | ---------------------------------- | ------------ | ---------------------------------- |
|    | Zum Pfarrhof 12 | Pfarrhaus                          |              |                                    |
|    | (Karte)         | Kirche mit Grabplatte und Friedhof |              | Kirche mit Grabplatte und Friedhof |
|    | Friedhof        | Grabkreuz Bechmann                 |              |                                    |
|    | Friedhof        | Grabstätte Eggebrecht              |              |                                    |

## Kuhlen
| ID | Lage          | Bezeichnung | Beschreibung | Bild |
| -- | ------------- | ----------- | ------------ | ---- |
|    | Dorfstraße 16 | Wohnhaus    |              |      |
|    | an der B 104  | Meilenstein |              |      |

## Müsselmow
| ID | Lage               | Bezeichnung | Beschreibung                                                                    | Bild   |
| -- | ------------------ | ----------- | ------------------------------------------------------------------------------- | ------ |
|    | Dorfstraße (Karte) | Kirche      | Die Kirche Müsselmow wird am 16. Januar 1333 zum ersten Mal urkundlich erwähnt. | Kirche |

## Nutteln
| ID | Lage                  | Bezeichnung       | Beschreibung | Bild |
| -- | --------------------- | ----------------- | ------------ | ---- |
|    | Zur Mickow 1 (Karte)  | Aufsiedlerhaus    |              |      |
|    | Zur Mickow 3 (Karte)  | Aufsiedlerhaus    |              |      |
|    | Zur Mickow 10 (Karte) | Gutshaus mit Park |              |      |

## Tessin
| ID | Lage                  | Bezeichnung | Beschreibung | Bild |
| -- | --------------------- | ----------- | ------------ | ---- |
|    | Lindenallee 2 (Karte) | Kate        |              |      |
|    | Lindenallee 9 (Karte) | Gutshaus    |              |      |

## Weberin
| ID | Lage                       | Bezeichnung | Beschreibung | Bild        |
| -- | -------------------------- | ----------- | ------------ | ----------- |
|    | L 09, Brüeler Chaussee     | Meilenstein |              | Meilenstein |
|    | Kritzower Straße 4 (Karte) | Wohnhaus    |              |             |

## Wendorf
| ID | Lage                  | Bezeichnung                                     | Beschreibung                                                                                                  | Bild                                            |
| -- | --------------------- | ----------------------------------------------- | --- | ----------------------------------------------- |
|    | Dorfstraße 22         | Wohnhaus                                        | |                                                 |
|    | Hauptstraße 9 (Karte) | Gutsanlage mit Gutshaus, Park und Nebengebäuden | Das Herrenhaus Jagdschloss Wendorf wurde ein von 1904 bis 1906 errichtet. Heute befindet sich hier ein Hotel. | Gutsanlage mit Gutshaus, Park und Nebengebäuden |
|    | Hauptstraße 12        | Orangerie, ehem.                                | |                                                 |
|    | Hauptstraße 11        | Kutscherhaus                                    | |                                                 |
|    | Sydowweg 2 u. 2a      | Gutsanlage, Stall mit Walmdach                  | |                                                 |
|    | Hauptstraße 14 u. 14a | Schmiede/Stellmacherei                          | |                                                 |
|    | Hauptstraße 14/15     | Inspektorenhaus                                 | |                                                 |
|    | Hauptstraße           | Turbinenanlage (Rest)                           | |                                                 |

## Zaschendorf
| ID | Lage               | Bezeichnung                                 | Beschreibung | Bild                 |
| -- | ------------------ | ------------------------------------------- | ------------ | -------------------- |
|    | Dorfstraße (Karte) | Torhaus                                     |              | Torhaus              |
|    | (Karte)            | Kirche mit Mausoleum                        |              | Kirche mit Mausoleum |
|    | Friedhof           | Grabplatte H. Thobe und 2 Grabplatten Peeck |              |                      |

## Ehemalige Baudenkmale
| ID | Lage        | Bezeichnung          | Beschreibung | Bild |
| -- | ----------- | -------------------- | ------------ | ---- |
|    | Hauptstraße | Scheune (Gutsanlage) |              |      |

### Kuhlen
| ID | Lage       | Bezeichnung       | Beschreibung | Bild |
| -- | ---------- | ----------------- | ------------ | ---- |
|    | Dorfstraße | Pumpenhaus, ehem. |              |      |

### Weberin
| ID | Lage                 | Bezeichnung | Beschreibung | Bild |
| -- | -------------------- | ----------- | ------------ | ---- |
|    | Forsthof 1/2 (Karte) | Forsthaus   |              |      |